# Escap
|  | Per a altres significats, vegeu «escap (entomologia)». |

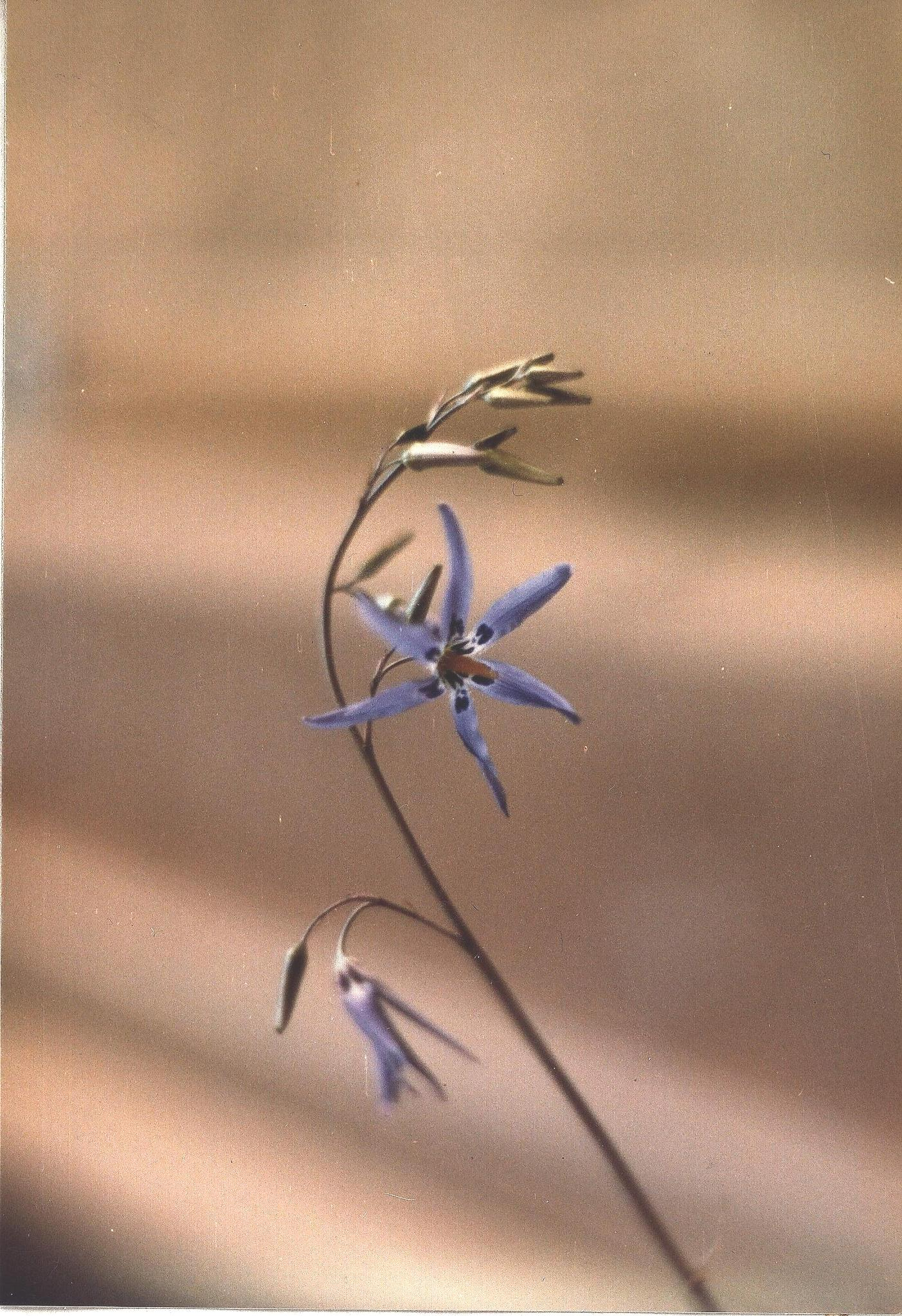
Escap floral

En botànica un escap és una tija sense fulles i amb flors a l'àpex que normalment surt d'un bulb o rizoma. A vegades sobre aquesta tija poden aparèixer, però, esquames, bràctees florals i, fins i tot, petites ramificacions. Es poden trobar en plantes de famílies diverses, entre elles les al·liàcies, liliàcies, amaril·lidàcies, papaveràcies i violàcies.

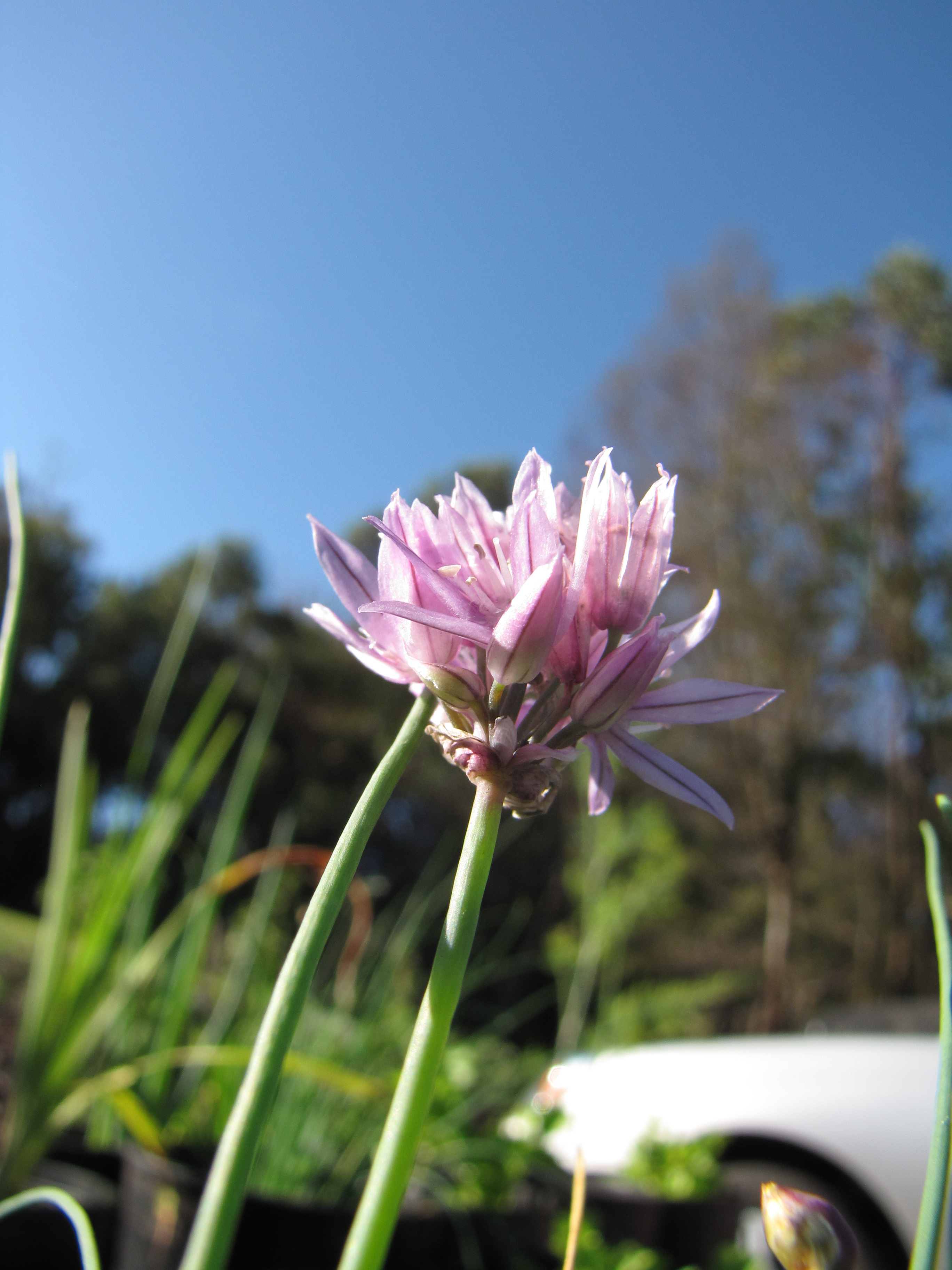
Escap del cebollí